# Пусанский национальный педагогический университет (станция метро)
«Пусанский национальный педагогический университет» (кор. 교대; Кёдэ) — подземная станция Пусанского метро на Первой линии.
Она представлена двумя боковыми платформами. Станция обслуживается Пусанской транспортной корпорацией. Расположена в квартале Кодже-дон административного района Йондже-гу города-метрополии Пусан (Республика Корея). Название получила из-за расположения в непосредственной близости от одноимённого университета. На станции установлены платформенные раздвижные двери.
Станция была открыта 19 июля 1985 года.